# August von Spörcken
August Otto Ludwig von Spörcken (geboren 9. Juli 1778 in Lüneburg; gestorben 1851) war ein Kurfürstlich Braunschweig-Lüneburgischer Offizier, Königlich Großbritannischer und Königlich Hannoverscher Oberstallmeister und Gutsbesitzer.

## Leben
August von Spörcken war Sohn und eines von 7 Kindern des Gutsbesitzers, Obersten und Generaladjutanten Adolf Ludwig von Spörcken (1774–1794) und dessen 1776 auf dem Hof Tessin angetrauter Ehefrau Amalie Sophie von Wackerbarth.
Er diente zunächst als Kadett und Leutnant im „9. Kavallerie-Regiment der Königin“, gab seine militärische Laufbahn jedoch 1794 auf und trat noch im selben Jahr am 8. April 1794 oder 1795 als Stalljunker beim Marstall-Departement in Hannover ein, eine der ersten derartigen Ernennungen am hannoverschen Hof „seit längerer Zeit“.
Aus Lüdersburg bei Lauenburg kommend, wurde er 1796 an der Universität Leipzig immatrikuliert. Zurück in Hannover, wurde ihm am 29. November 1799 die Hofjunker-Gage bewilligt. Am 31. Januar 1801 oder 1802 wurde er zum Stallmeister ernannt, fiel als solcher jedoch im Jahr 1805 wegen dienstwidrigen Benehmens auf. Im selben Jahr wurde er Titular-Kammerherr.
In der sogenannten „Franzosenzeit“ trat von Spörcken erneut in die Hannoversche Armee ein, um in den Befreiungskriegen gegen die Truppen von Napoleon Bonaparte zu kämpfen. Am 25. Oktober 1813 rückten Einheiten des Feldjägerkorps von Friedrich von Kielmansegge unter dem Kommando von Karl von Beaulieu-Marconnay sowie von Major von Spörcken in die zuvor französisch besetzte Stadt Hannover ein; damit endete „die Zeit der französischen Besatzung“ in der Geschichte Hannovers.
1815 kommandierte von Spörcken als Titular-Oberstleutnant das Feldjägerkorps bei der Armee in Paris und beteiligte sich an der Schlacht bei Waterloo.
1816 wurde er mit Rangklasse V zum Generalmajor ernannt. Im selben Jahr übernahm er für knapp drei Jahrzehnte die Leitung des Landgestüts Celle, auf dem der Freiherr und Landstallmeister insbesondere Verzeichnisse guter Zuchtstuten anlegen ließ und durch vermehrten Zugriff auf englische Vollbluthengste eine bessere Selektion ermöglichte. Dies wirkte sich unmittelbar auf die Celler Pferderennen aus, durch die die Stadt zeitweilig als „Anziehungspunkt der besseren Gesellschaft des Landes“ profitierte.

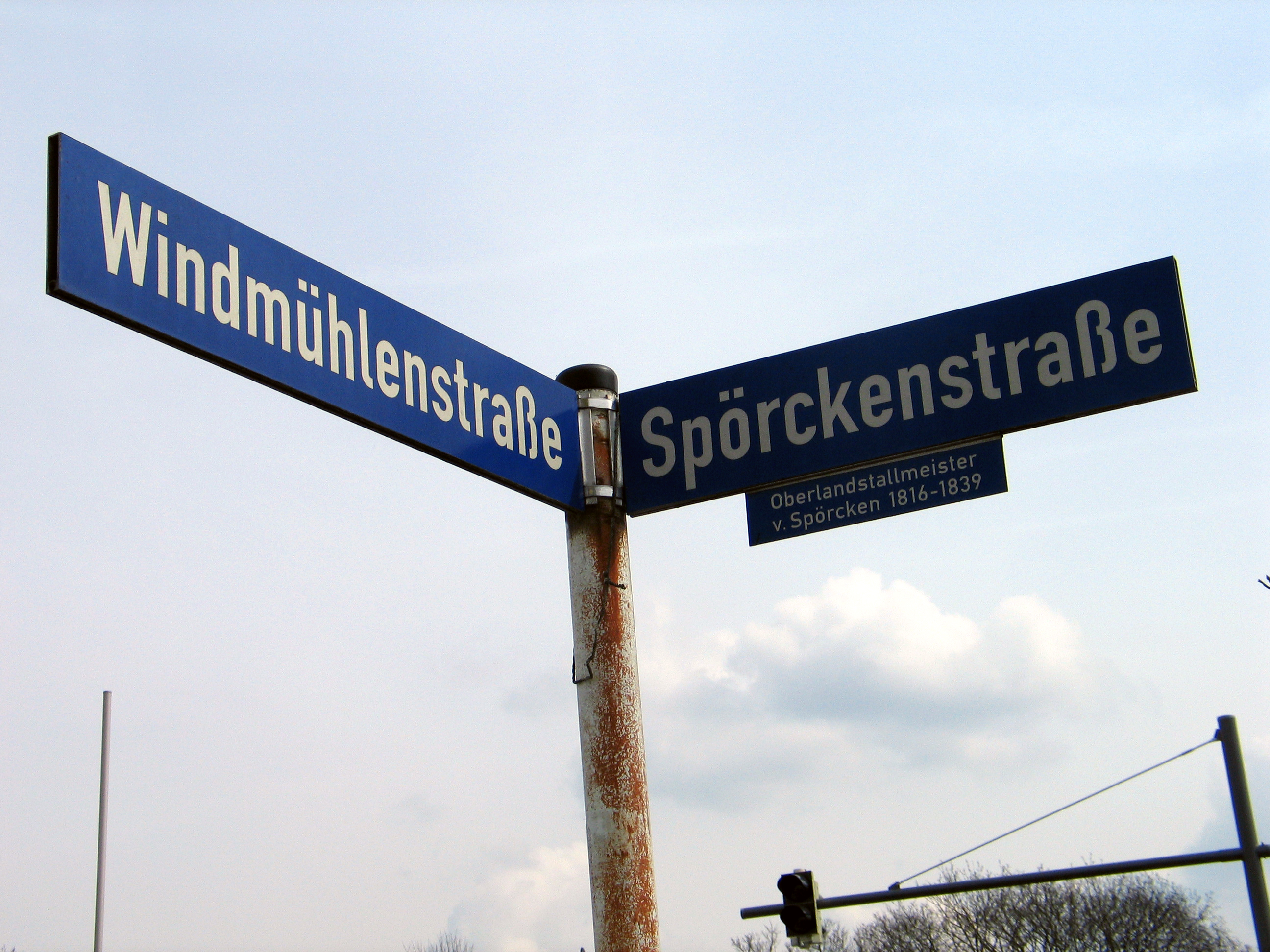
Spörckenstraße Ecke Windmühlenstraße in Celle, mit Legendentafel zur Erinnerung an den Oberlandstallmeister

Unterdessen hatte von Spörcken 1820 kurzzeitig „Auf dem Marstall“ in Hannover Quartier bezogen, im Folgejahr 1821 die Caroline (Caroline Helene Agnes) von Wenckstern (1782–1844) geheiratet. Aus der Ehe gingen 2 Kinder hervor; darunter Werner von Spörcken. Er war möglicherweise auch Vetter des hannoverschen Oberstallmeisters Ludwig Friedrich Graf von Kielmansegg (1765–1850).
Am 6. April 1835 wurde von Spörcken aufgrund seiner Rittergüter 5 bis 7 in Bleckede in die Lüneburger Ritterschaft aufgenommen. 1838 legte er die IV Rangklasse als Generalleutnant bei, bevor er 1839 die Gestütsleitung an seinen jüngeren Bruder Friedrich von Spörcken übergab, um in der Nachfolge von Ludwig Friedrich Graf von Kielmansegg ab dem 1. Januar 1839 als Oberstallmeister im Oberhofmarstalldepartement in Hannover zu dienen.
Schon im Folgejahr 1840 wurde August von Spörcken für seine Verdienste mit dem Großkreuz des Guelphen-Ordens ausgezeichnet. 1844 wurde er mit einer Pension von 2000 Reichstalern aus dem Staatsdienst entlassen.
Von Spörcken war Herr auf Lüdersburg nordöstlich von Lüneburg, Molzen nordöstlich von Uelzen, Dahlenburg, Emmendorf 2, Horndorf, Süschendorf und Wendewisch.